# Posthalterei Ritter
Die Posthalterei Ritter war eine Poststation innerhalb der Ortsgemeinde Frankenstein.

## Lage
Die Posthalterei lag am Eingang des Diemersteiner Tales am westlichen Rand des Siedlungsgebiets der Gemeinde. Nordwestlich erschließt sich die Kernzone Teufelsleiter des Naturpark Pfälzerwald.

## Geschichte
Sie wurde im Jahre 1763 von Sigesmund Friedrich Ritter errichtet. Zuerst war sie Kaiserliche Reichsposthalterei, später  Königlich bayerische Poststation. Im Jahre 1980 wurde das Gebäude zum Kulturdenkmal erklärt. Das Gebäude wurde auf Grund von Einsturzgefahr und nicht vorhandener Mittel im Jahr 2012 abgerissen.